# هورستویل، نیو ساوت ولز
هورستویل (به انگلیسی: Hurstville) یک حومه شهر در استرالیا است که در Georges River Council واقع شده‌است.